# Anna Rūmane-Keniņa
Anna Rūmane-Keniņa ps. Aina Rasmer, Aina Rasmere, Rāmaviete (ur. 13 listopada 1877 w Jełgawie, zm. 9 listopada 1950 w Rydze) – łotewska pedagog, pisarka, działaczka społeczna, propagowała ideę niepodległego państwa łotewskiego i prawa kobiet.

## Biografia
Urodziła się w 1877 r. w Jełgawie. Jej rodzicami byli Krišjāņ Rūmaņu i Anna z domu Fige. W latach 1887-1895 uczyła się w gimnazjum żeńskim w Jełgawie. Po ukończeniu szkoły pracowała jako dziennikarka w „Baltijas Vēstnes” i udziela prywatnych lekcji. W 1897 r. przez krótki czas była nauczycielem w Biķerniekach. W 1898 r. wyszła za mąż za Atisa  Ķeniņša. Zamieszkali w Zemite, gdzie uczyła dzieci przygotowujące się do nauki w szkole średniej. W 1900 r., wspólnie z mężem, otworzyli prywatną szkołę dla dziewcząt w Rydze.  W 1907 roku, wraz ze wzrostem liczby uczniów, szkołę przekształcono w ośmioklasowe gimnazjum z łotewskim językiem wykładowym, którego dyrektorką była do 1912. Nauczycielami w gimnazjum byli znani pisarze i artyści, m.in.: Kārlis Skalbe, Antons Austriņš, Jūlijs Made, Emīls Dārziņš. Równolegle z pracą pedagogiczną angażowała się w działalność Łotewskiego Towarzystwa Edukacyjnego i Komisji Wiedzy Ryskiego Towarzystwa Łotewskiego, wygłaszając wykłady i pisząc w prasie na temat wychowania narodowego i edukacji kobiet.

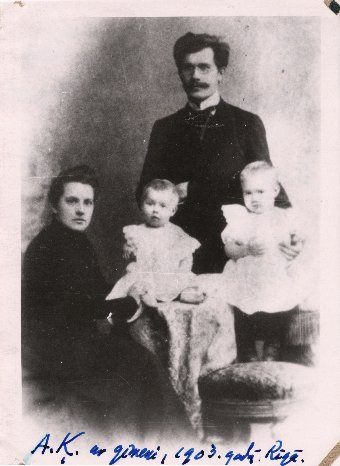
Anna Rūmane-Ķeniņa z rodziną, 1903

W 1911 r. studiowała na Sorbonie. W latach 1913–1916 studiowała w Instytucie Pedagogicznym  Jeana-Jacques'a Rousseau  w Genewie. W 1916 r. A. Rūmane-Ķeniņa organizowała wieczory dyskusyjne popierające dążenia Łotwy do uzyskania niepodległości i przeciwstawiające się integracji państw bałtyckich z Cesarstwem Niemieckim. Od 1917 r. mieszkała w Paryżu i Londynie, gdzie rozpoczęła działalność propagandową na rzecz państwa łotewskiego. W latach 1917–1919 była korespondentką ds. krajów bałtyckich w departamencie prasowym francuskiego Ministerstwa Spraw Zagranicznych. W 1918 r., razem z łotewskim dziennikarzem Arturem Tupiņem i litewskim poetą Oskarem Miłoszem brała udział w tworzeniu  czasopisma „Revue Baltique”, wydawanego w Paryżu, którego celem było informowanie francuskiej opinii publicznej o sytuacji w państwach bałtyckich. 
Na początku 1919 r. Rūmane-Ķeniņa powróciła na Łotwę i przez krótki czas działała jako członkini Łotewskiej Rady Ludowej z ramienia Łotewskiej Partii Demokratycznej. W październiku 1919 r. została mianowana szefem biura informacyjnego łotewskiej misji dyplomatycznej w Paryżu. W lipcu 1920 r.  zrezygnowała ze stanowiska i powróciła do Rygi, gdzie kontynuowała działalność społeczną angażując się w ruch kobiecy, dziennikarstwo i działalność kulturalną. Działała aktywnie w Amerykańskim Towarzystwie Przyjaciół, Towarzystwie Promocji Ligi Narodów, Towarzystwie Łotewsko-Duńskim, Łotewskim PEN Clubie, była członkinią Łotewskiej Ligi Narodowej Kobiet (LSNL) i honorowym członkiem Łotewskiego Stowarzyszenia Kobiet z Wykształceniem Akademickim. Odbyła kilka podróży podczas których wygłaszała wykłady m.in.: do Polski, Włoch, na Lazurowe Wybrzeże. W 1920 r. uczestniczyła w kongresie Międzynarodowego Sojuszu na rzecz Praw Wyborczych Kobiet w Genewie  oraz w kongresie Międzynarodowej Rady Kobiet w Oslo. W 1925 r. była łotewską delegatką w kongresie Międzynarodowej Rady Kobiet w Waszyngtonie. W latach 1928-1929 ponownie odwiedziła Stany Zjednoczone. 
W sierpniu 1944 r. wyjechała jako uchodźca do Niemiec, gdzie w sowieckiej strefie okupacyjnej w Berlinie pracowała dla niemieckiego czasopisma „Signal” , tłumacząc literaturę rosyjską na niemiecki. Po wojnie wróciła na Łotwę ciężko chora. Zmarła 9 listopada 1950 r. Została pochowana na Wielkim Cmentarzu w Rydze. 

## Twórczość literacka
Pod koniec lat 90. XIX r. zaczęła publikować artykuły relacjonujące wydarzenia z Jełgawy w „Baltijas Vēstnes”. W 1898 r. opublikowała w gazecie „Tēvija” swoje przemyślenia na temat literatury francuskiej XIX w. Druskas iz franču literatūras. W 1902 r., w dodatku literackim gazety „Pēterburgas Avīzes”, ukazało się opowiadanie Iz dienvidiem. W 1903 r. opublikowała sztukę Naktsjūtas w czasopiśmie „Austrums”, w 1908 r. dramat Melnais Ērglis w „Zalktis”. W 1912 r. ukazało się, w czasopiśmie „Druva”, autobiograficzne opowiadanie Mātes bēdas. Publikując artykuły posługiwała się pseudonimami Aina Rasmer, Aina Rasmere i Rāmaviete. Pisała o polityce, pedagogice, sprawach kobiet, publikowała opowiadania, szkice, opisy, dzienniki podróży. W prasie zagranicznej propagowała ideę niepodległego państwa łotewskiego.

## Życie prywatne
W latach 1898–1923 była żoną poety Atisa Ķeniņša. Mieli sześcioro dzieci: Primavera, Marger Jānis, Maija, Ilmārs Atis, Valdemārs Viesturs i Tālivaldis. Marģers Jānis Ķeniņš pracował w Ambasadzie Republiki Łotwy w Paryżu i Warszawie, Tālivaldis Ķeniņš był łotewskim kompozytorem.